# رد وینگز ایرلاینز
رد وینگز ایرلاینز (به انگلیسی: Red Wings Airlines) یک شرکت هواپیمایی با کد یاتا WZ است که در تاریخ ۱۹۹۹ میلادی تأسیس شده است. دفتر مرکزی رد وینگز ایرلاینز در مسکو، روسیه واقع شده‌است و قطب این شرکت هواپیمایی در فرودگاه بین‌المللی دوموده‌دوو قرار دارد و به ۲۰ مقصد، پرواز انجام می‌دهد.

## مقصدهای پروازی

### آسیا
ارمنستان
- ایروان - فرودگاه بین‌المللی زوارتنوتس

 ترکیه
- آنتالیا - فرودگاه آنتالیا [چارتر]

### اروپا
بلغارستان
- بورگاس - فرودگاه بورگاس [چارتر]
- وارنا - فرودگاه وارنا [چارتر]

 یونان
- هراکلیون - فرودگاه بین‌المللی هراکلین [چارتر]

 گرجستان
- باتومی - فرودگاه بین‌المللی باتومی فصلی (آغاز از ۹ ژوئن ۲۰۱۷)

 مونته‌نگرو
- پودگوریتسا - فرودگاه پودگوریتسا [چارتر]
- تیوات - فرودگاه تیوات [چارتر]

 روسیه
- کراسنودار - فرودگاه پاشکوفسکی[۲]
- مخاچ‌قلعه - فرودگاه اویتاش[۳]
- مسکو - فرودگاه بین‌المللی دوموده‌دوو قطب
- سوچی - فرودگاه بین‌المللی سوچی[۴]
- اوفا - فرودگاه بین‌المللی اوفا[۳]
- یکاترینبورگ - فرودگاه کولتسوو[۳]
- سیمفروپول - فرودگاه بین‌المللی سیمفروپول[۲]

 اسپانیا
- بارسلون - فرودگاه بارسلونا-ال پرات [چارتر]
- پالما ده مایورکا - فرودگاه پالما د مایورکا [چارتر]